# شون هاريسون
شون هاريسون (بالإنجليزية: Shawn Harrison)‏ هو سياسي أمريكي، ولد في 20 مارس 1965 في مدينة اندرسون في الولايات المتحدة. حزبياً، نشط في الحزب الجمهوري. وقد انتخب عضو مجلس نواب فلوريدا.